# 暗殺のハムレット
『暗殺のハムレット ファージング II』（あんさつのハムレット ファージング ツー、Ha'penny）は、作家ジョー・ウォルトンの2007年の小説で、第二次世界大戦で英国がナチス・ドイツと講和した後の世界を描いた歴史改変SF小説3部作（Small Change trilogy、ファージング三部作- 『英雄たちの朝』、『暗殺のハムレット』、『バッキンガムの光芒』-）の第2作である。

## 背景
8年前の1941年にイギリスがドイツと単独講和を行い、以来両国は友好関係にあり、ファージングセットと呼ばれる保守派がイギリス政治を支配する。ドイツはヨーロッパのほぼ全域を支配する。

## 構成
ヴァイオラ・ラーキンの視点から一人称で描かれた章と、カーマイケルの視点から三人称で描かれた章が交互に設けられる。なお、ファージング三部作はいずれも同様の構成を取る。

## あらすじ
物語は『英雄たちの朝』の翌月、1949年6月に始まり、2週間後の7月1日に終わる。ミットフォード姉妹をモデルとするラーキン6姉妹の三女のヴァイオラは、貴族出身でありながら女優となり家からは勘当同然となっている。当時の流行に従い、男女を逆転させた演劇『ハムレット』主役を持ち掛けられ、2週間後の初日にはイギリス首相マーク・ノーマンビーとナチス総統アドルフ・ヒトラーが観劇に来ることを知らされる。だが、母親ガートルード役を演じる予定だった女優ローリア・ギルモアが自宅で爆死し、第一巻に引き続き、スコットランドヤードのピーター・カーマイケル警部補が捜査にあたる。
ヴァイオラは共産主義者となっていた妹シディによって叔父で貴族院議員のフィル・スコットの家に招かれ、ローリアの代わりにヒトラーとノーマンビーを暗殺することを持ち掛けられる。当初は渋ったヴァイオラであったが、脅迫され、ナチスの蛮行について知らされるにつれて乗り気となる。監視のために同居したアイルランド人のデヴリンとは愛人関係となる。ハインリヒ・ヒムラーと結婚した姉ピップもまた観劇することを知るが、かまわず貴賓席に爆弾を持ち込む。
カーマイケルは捜査を進め、死んだローリアの仲間に軍人や政治家がいることをつかみ、やがてフィル・スコットの逮捕に至るが、常に同行していたロイストンは殉職する。同居するジャックとの男色関係について苦慮し辞職を考えるが、イギリス政府もゲシュタポのごとき組織を作ると言われ、正しい方向に導くために参加を承諾する。カーマイケルは『ハムレット』を観劇するノーマンビーとヒトラーが暗殺のターゲットであることを知り、劇場に踏み込んで暗殺を阻止する。シディはソ連に逃亡し、ヴァイオラは逮捕される。

## 登場人物
ヴァイオラ・ラーキン (ファッツ)
貴族ラーキン家の三女で女優。
オリビア・サーキー (テス)
同長女でジェームズ・サーキーの妻だったがドイツ軍爆撃で死亡。
シーリア・ヒムラー (ピップ)
同二女でハインリヒ・ヒムラーの妻。
クレシダ・ラッセル (シディ)
同四女で共産主義者。
フィリップ・スコット
貴族院議員でラーキン6姉妹の叔父。
デヴリン・コネリー
アイルランド人のテロリスト
アロイシャス・ファレル (ロイ)
アイルランド准男爵のテロリスト
ローリア・ギルモア
女優。
マーク・ノーマンビー
イギリス首相。
ピーター・カーマイケル
スコットランドヤードの警部補
ジャック
カーマイケルの同居人。
ロイストン
スコットランドヤードの巡査部長。